# Aken (Elbe)
Aken är en tysk stad i distriktet Anhalt-Bitterfeld i förbundslandet Sachsen-Anhalt. 
Staden ligger vid södra stranden av floden Elbe ungefär 8 km väster om Dessau-Roßlau. Landskapet vid floden är ett biosfärområde.
Staden grundades troligen under Albrekt Björnens regeringstid. Det var personer från Flandern som av Albrekt fick tillåtelse att bosätta sig i regionen. Stadens namn bildades enligt den vanligaste teorin efter det urgermanska ordet ahha, som betyder vatten. Under medeltiden byggdes en ringmur kring staden med en borg på västra sidan. Av dessa försvarsanläggningar finns bara tre stadsportar (torn) kvar.

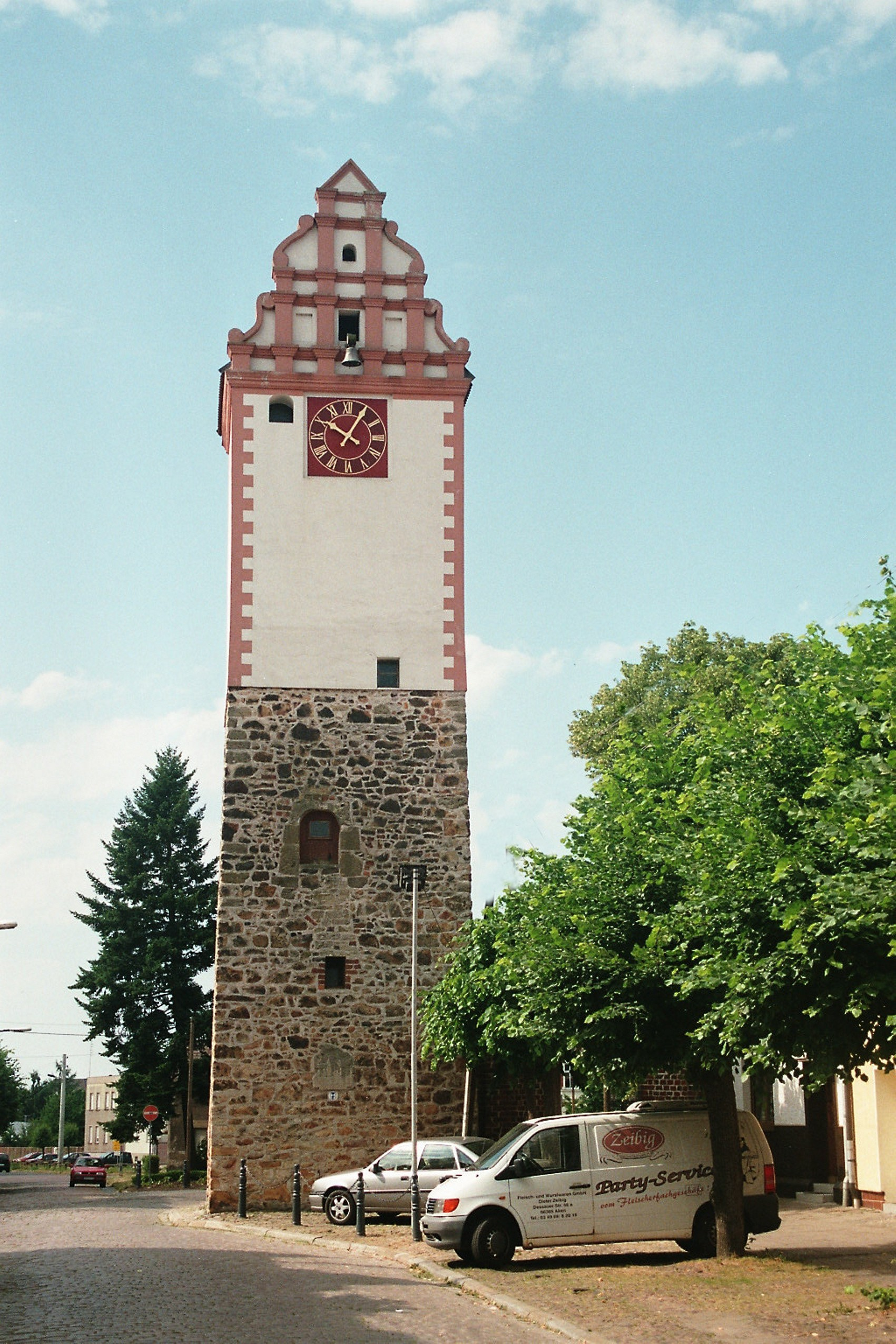
Stadsport (Köthener Torturm)
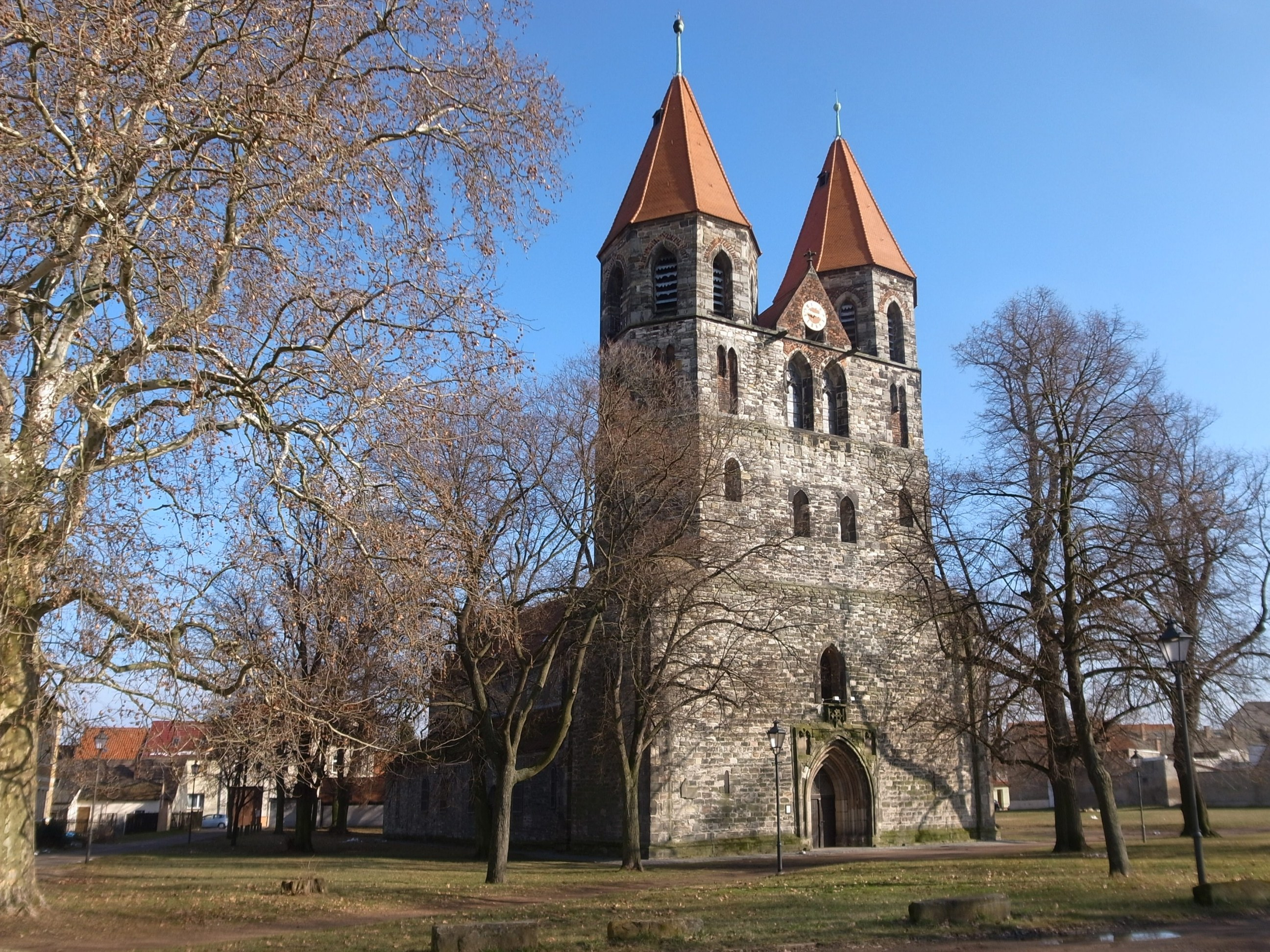
Nikolaikirche